# 中野拓
中野 拓（なかの たく、1967年（昭和42年）10月25日 - ）は、日本の陶芸家、金継ぎ師。兵庫県出身。

## 人物・来歴
表参道（東京都港区南青山）で陶芸の工房を経営する陶芸家。陶芸には珍しい材料、希少金属やガラス、天然漆を使い、宇宙（天体）をモチーフにした器作りを展開、独自のスタイルでアートワークを行っている。
また金継ぎ師としても活動。ジョージア政府（グルジア）からワイン壷の金継ぎを依頼され、天王洲アイルで開催されたジョージアワイン展でジョージアのワイン文化と日本の金継ぎ文化が出会った、シンボリックオブジェとして展示された。また、自身で制作したセラミックやガラスを金継ぎで融合させ、現代人の生活スタイルにマッチするよう、アップサイクルする手法や作風（中野は表参道焼と呼んでいる）を日本経済新聞社が「世界が注目する伝統工芸のニューウェーブ」と称している。

### 幼少期から学生時代
淡路島で生まれ育ち、野や山を駆け回り、海に潜って魚を獲るような時代を過ごす。実家の屋根に上がっては満天の星空を見上げ、宇宙に憧れていた。人と同じことが出来ず、勉強は苦手で受験でも失敗し島の私立高校に入学。せっかくなら強い運動部に入ろうとボート部（漕艇）に入部し、そこで人生が変わったという。ボート部には全日本クラスの先輩達が所属しており、「男の中の男というか、あんなふうに強くなりたい」と憧れを抱いていたとのこと。
高校時代は国体やインターハイに出場するも優勝には程遠かった。しかし中野自身は日本一のボート選手になりたいと志しており、進学先として当時日本一強かった大学のボート部（日本大学）を目指し入学を果たす。その後、大学時代は全日本オックスフォード盾杯で優勝をし、夢であった日本一のボート選手に輝いた。卒業後は実業団へ進みオリンピック選手への道も考えたが、生活の心配から引退を決意する。

### 就職後
大手電子部品メーカー（TDK株式会社）に入社。東京本社でカセットテープやビデオテープなど、記録メディアの営業を担当する。中野は読み書きソロバンが苦手であったが、ボートで鍛えた根性で、人より二倍も三倍も努力を惜しまなかったという。結果として売り上げは常にトップを維持し、セールスコンテストは毎回優勝していたとのこと。「常に自分が正しい」と自信過剰になり、次第に上司の指示にも従わなくなっていった。
27歳の時に上司から「地方で頭を冷やしてこい」と言われ、静岡への左遷が決まる。この静岡への転勤がきっかけで、陶芸と出会うことになる。転勤先の家の近くにあった陶芸サークルでロクロを回す初老たちの姿を見て興味を持ち、程なく見様見真似で制作を始める。あっという間に夢中になり1年弱で大抵の器は作れるようになったとのこと。その後オブジェ制作へ進む中、自身の代表的表現技法となる泥の流し掛け「彩泥」に辿り着く。二年半で力試しにコンクールへ出品し、富岳ビエンナーレ展や益子陶芸展、朝日陶芸展など陶芸家の登竜門と言われる数々のコンクールに入選、賞候補にも挙がった。
表彰式や招待パーティーに招かれて、陶芸家や審査員達と会い、話をする機会が増えるにつれ、コンクールそのものへの魅力を感じなくなり数年で出品活動を止めてしまったという。
30歳の頃、仕事では一年で静岡営業所を日本一の売り上げの営業所にし、三年で本社に呼び戻される事となる。
君の仕事のやり方を、全国の営業マンに共有できる仕組みを作れ、と命令を受けマーケティング部に所属。社内イントラに自作でSFA（セールスフォースオートメーション）の仕組みを作り上げた。これが評価されることとなり、社長直下の全社横断プロジェクトに抜擢され、CRMプロジェクトを担当することになる。33歳の時であった。
当時、仕事はやりがいがいに満ち溢れていたが、静岡で出会った陶芸で土と触れ合う時間が忘れられなく、想いを募らせていた。
次第に「自分にしか出来ないのかも知れない、そんな事があるのだとしたら人生を掛け、チャレンジしてみたい。」と思うようになり、恵まれた環境を捨て、36歳で退職を決意。陶芸家として独立する。

### 独立
当時の住まいの近くであった、千葉県市川市福栄に工房を開く。
駅から徒歩20分くらいの小屋のような場所であり、得意の技法から工房名を「彩泥窯」と名付ける。
制作の傍ら、生活のために教室を始める。自身でチラシを作り近隣世帯にポスティングした。その効果や、口コミであっという間に教室がいっぱいになり、1年後に増床。それでも追いつかず、2年後に駅前の広い場所に移転することとなる。2年後にはその教室も満杯になり、近くの小さな店舗を追加で借りた。
43歳の頃、青山ベルコモンズの社長より「うちで教室を開いてくれないか」と打診を受け、家賃も言い値でという事で青山進出が決まった。
青山の教室も大盛況となり、これまでの陶芸のイメージを変えたと話題になったことから民放各局が取材に訪れる。解りやすい指導や多彩な器作りがマスコミにうけ、多くの著名人も訪れるようになった。
東日本大震災の影響もあり青山ベルコモンズの再開発が決定、工房を表参道（神宮前）に移転している。
中野は窯元の出身でも無ければ陶芸家の弟子でもない。陶芸も漆芸も人から教わった事は無かった。元々人から教わるのは苦手であったが、自分でやり方を見つけるのは好きだったという。生徒に指導するために世界中の装飾を研究し自ら実践することにより、幅広く技術や知識を積み重ねていったという。

### 転機
指導や教室の運営に忙殺される日々のなか、未だ幼かった子供と一緒に食事していた時にテレビから人間国宝の陶芸家のインタビュー映像が流れた。しばらく観ていた子供が、「こんな人よりお父さんの方が凄い陶芸家だよね！お父さんは日本一の陶芸家だもんね！」と言ったという。
その時中野は「目が覚める思いだった」と明かす。子供にカッコ悪いところは見せられないと奮起し、自分にしかできない自分らしい器作りをと創作活動を再開した。

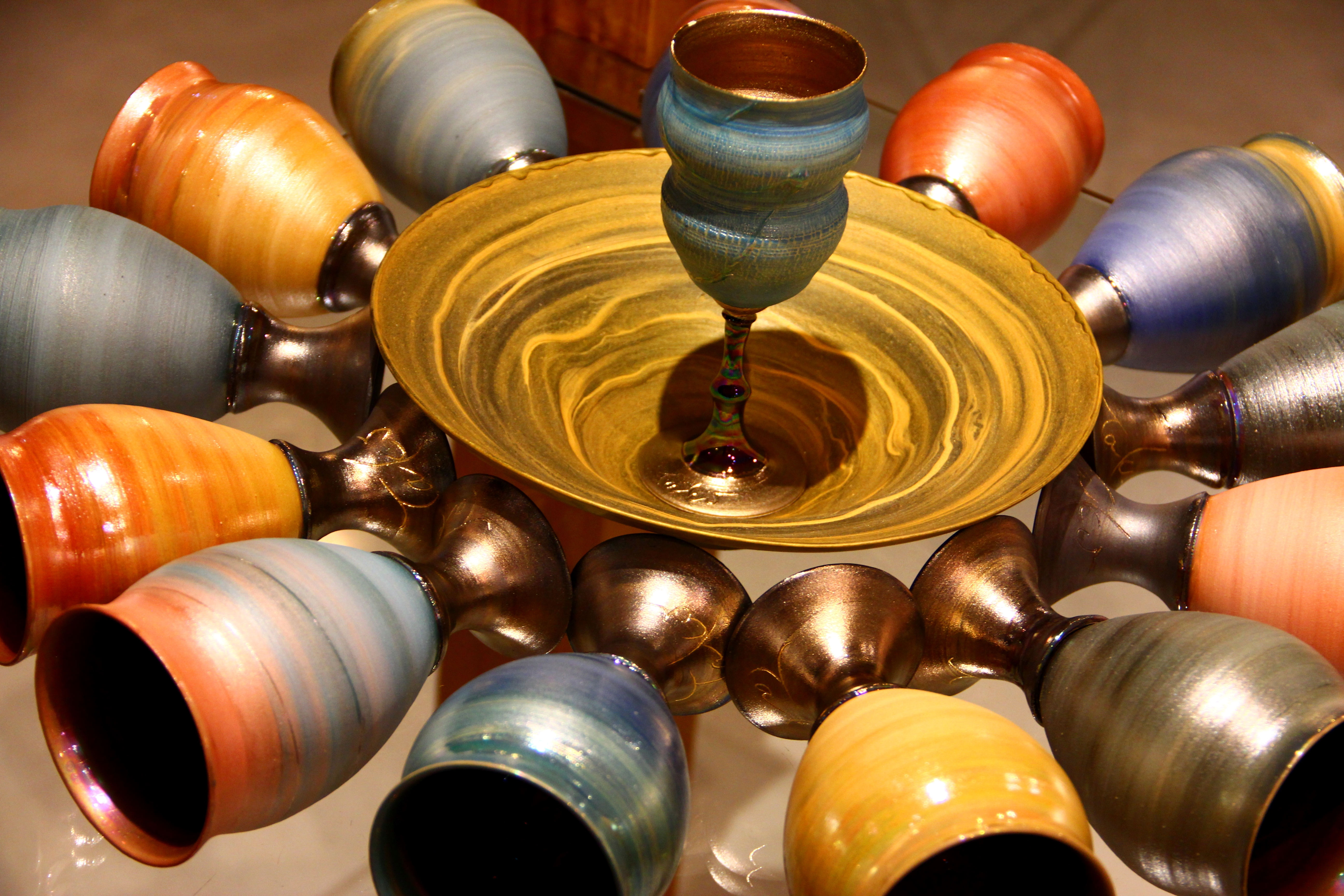
Trappist-1 System　トラピスト-1

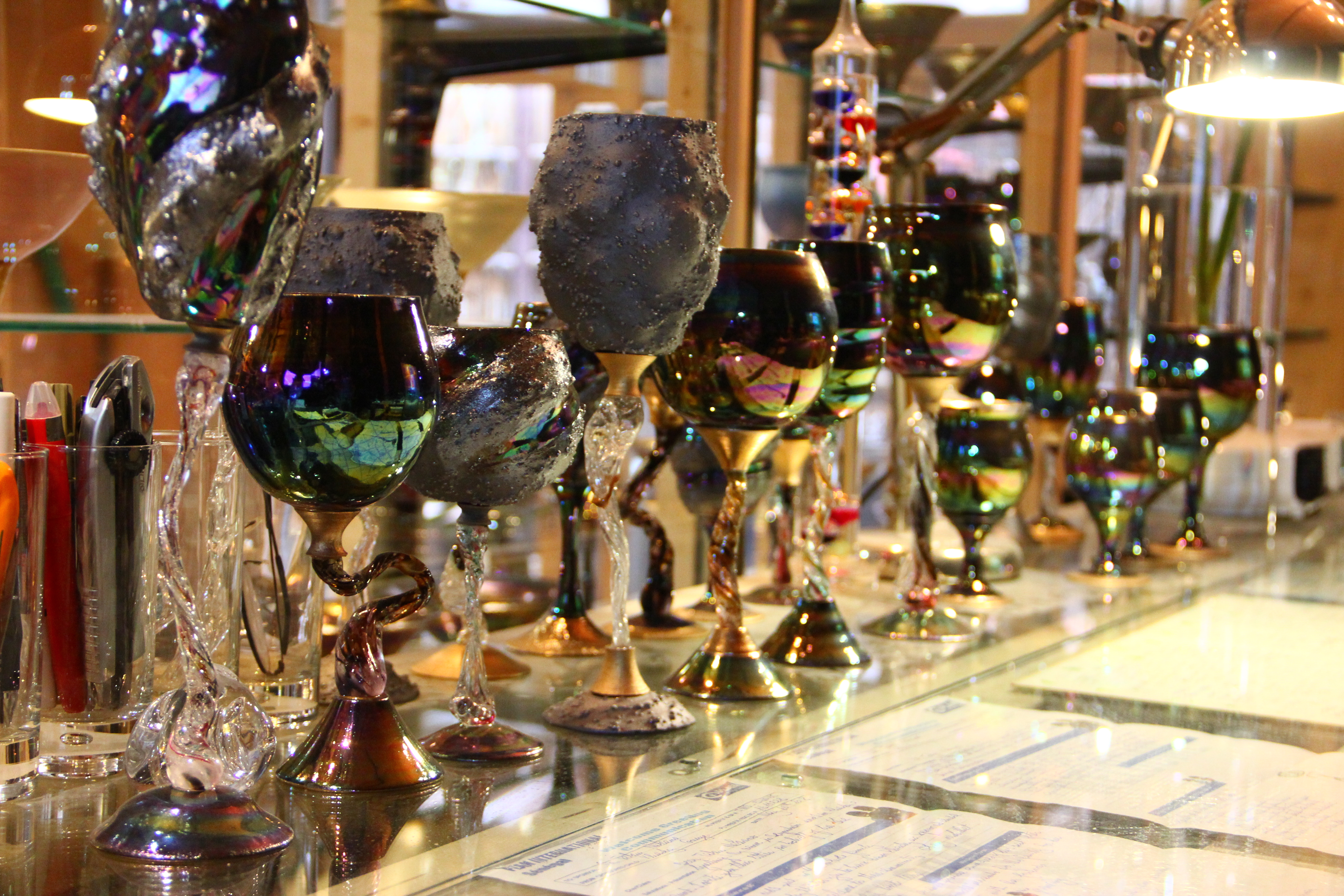
土、釉薬、ラスター、ガラス、漆、様々な素材を創ってきた中野拓の作品

### 表参道焼の考案
濃密な仕事の機会を経て身に付けた技術や知識は幅広く、尚且つ手探りで獲得したことにより、中野独特の物となっていた。
得意の技術から1彩泥、2ラスター（金属光沢）、3希少金属（金やプラチナ、チタン）、4ガラス（釉薬や吹きガラス）5裂(破裂装飾）6天然漆、の6大要素を取り出し組み合わせ宇宙をモチーフにした器作りを再開した。
特に陶磁器やガラスを、金継ぎで現代の生活様式にアップサイクルした器を創発し、流行の最先端表参道の空気と呼応して生まれたやきものを、表参道焼と名付けている。日本経済新聞社の発行するNIKKEI The STYLEでも大きく取り上げられ「世界が注目する伝統工芸のニューウェーブ」と称されている。

### TNCA☆
2020年新型コロナウイルスによる世界的な感染症の拡大に伴い、当時の主事業、結婚式の両親贈呈ギフト、インバウンド、法人社員研修、等を失ったのを機に表参道焼彩泥窯（渋谷区神宮前）を廃店、自身の名前でブランディングし、TNCA☆（Taku Nakano CeramicArts☆）（港区南青山）を再スタートしている。
中野のアートワーク主体のスタジオにし、ワークショップも開催。SDGsアクティビストとして途上国支援の活動にも注力している。

## 略歴
- 2004年-千葉県市川市福栄に彩泥窯を開窯
- 2005年-彩泥窯を増床し隣に彩冶（さいや）をオープン
- 2007年-行徳駅前に増床移転
- 2009年-行徳駅前に2号店手作りギフトの彩遊（さいゆう）をオープン
- 2011年-青山ベルコモンズに彩泥窯青山店をオープン
- 2014年-渋谷区神宮前に表参道焼彩泥窯を移転オープン
- 2017年-Taku Nakano CeramicArts☆ Solo Exhitibion 2017
- 2018年-Taku Nakano CeramicArts☆ Solo Exhitibion 2018
- 2019年-ジョージアワイン展で金継ぎシンボリックオブジェを制作
- 2020年-彩泥窯の廃店に伴い港区南青山にTNCA☆（Taku Nakano CeramicArts☆）をオープン

（以上より）

## メディア出演

### テレビ
- 朝はビタミン（テレビ東京2007年9月25日）[10]
- 土曜マルシェ（NHK2011年5月28日）[11]
- モーニングバード（テレビ朝日2011年6月29日）[12]
- nonnoTV（BS-TBS2011年9月5日）[13]
- 5時に夢中！（東京MX-TV2011年10月）[14]
- レディス４（テレビ東京2011年11月8日）[14]
- ULALAナナパチ（東京MX-TV2012年3月6日）[14]
- アトリエde加山（BSフジ2012年7月）[14]
- にじいろジーン（フジテレビ2012年12月8日）[14]
- 波瀾爆笑（日本テレビ2013年3月）[14]
- たけしのコマ大数学科（日本テレビ2013年4月）[14]
- BeautvVoCE（テレビ朝日2015年5月2日）[14]
- L4YOU！（テレビ東京2016年6月9日）[14]
- TVでた蔵：L4YOU！（テレビ東京2016年6月9日）[14]
- TokyoEye2020（NHK2017年7月15日）[14]
- にじいろジーン（フジテレビ2017年8月26日）[14]
- 王様のブランチ（TBS2017年9月16日）[14]
- Teiban Times（BS朝日2017年9月24日）[14]
- KinKi Kids'のブンブブーン（フジテレビ2018年1月21日）[15]
- 火曜サプライズ（日本テレビ2020年9月1日）[16]
- オフキング（フジテレビ2021年1月17日）[14]
- ヒルナンデス（日本テレビ2021年6月8日）[14]
- 東京交差点（テレビ東京2021年12月14日）[14]

### 新聞
- LOOK AT!(日本経済新聞2007年9月29日）[17]
- 日経MJ　design（日本経済新聞2010年2月3日）[18]
- NIKKEI The STYLE（日本経済新聞社2019年9月22日）[8]

### 雑誌
- FENEK（講談社2004年12月10日）[19]
- 陶遊（新企画2005年7月20日）[20]
- TAIKI（新日本教育図書2005年11月7日）[21]
- つくる陶磁郎（入澤企画出版2009年5月25日）[22]
- 美STORY（光文社2009年11月17日）[23]
- STORY（光文社2010年2月1日）[24]
- Free&Easy（マガジンハウス社2012年3月）[25]
- マーガレット別冊（集英社2018年12月）[14]
- メロディ（HAKUSENSHA2019年6月）[14]
- 星ナビ（アストロアーツ2020年6月1日）[14]
- Mens Plappy（枻出版社2020年5月2日）[14]
- Feel Young（祥伝社2021年5月7日）[14]

### ラジオ
- Bayfm（2004年11月12日）[26]
- Bayfm（2007年10月12日）[27]

### YouTube
- 市川海老蔵チャンネル（2020年6月22日）[28]
- 川口春奈はーちゃんねる（2021年4月18日）[29]
- トップユーチューバーヒカル（2021年5月29日）[30]
- 東京事変（2021年6月25日）[31]
- 東京交差点（2021年12月14日）[32]

### CM出演
- ハイアットホテル（2017年11月16日）[33]
- ANAインターコンチネンタルホテル東京（2017年12月8日）[34]
- 資生堂（2019年1月19）[35]